# Abertis
Abertis Infraestructuras, SA, ist ein börsennotiertes spanisches Infrastrukturunternehmen mit Firmensitz in Barcelona. Abertis betreibt Mautstellen auf Autobahnen sowie Parkgaragen; daneben ist es Eigentümer verschiedener Fernseh- und Radiosender in Spanien und betreibt Flughäfen. Abertis beschäftigt über 15.000 Mitarbeiter.
Abertis war Teil des spanischen Börsenindex IBEX 35.

## Geschichtlicher Hintergrund
Abertis wurde 1967 ursprünglich unter dem Namen Autopistas Concesionaria Espanola SA (Acesa) gegründet; nach dem Kauf von Iberpistas fusionierte Acesa im April 2003 mit Áurea Concesiones de Infraestructuras (Aumar) und benannte sich fortan Abertis.
Eine bereits 2006 geplante Fusion mit dem italienischen Autobahnbetreiber Autostrade wurde nach politischer Kritik durch die Aktionäre Autostrades verhindert.
2017 kam es zu Übernahmeangeboten für Abertis, nachdem zunächst Atlantia (vor 2007: Autostrade), gefolgt vom spanischen Baukonzern ACS und seiner deutschen Tochtergesellschaft Hochtief konkurrierenden Offerten vorlegten. Im März 2018 wurde dann eine gemeinschaftliche Übernahme von Abertis durch ein Konsortium aus Atlantia, ACS und Hochtief beschlossen, um einen preistreibenden Bieterwettbewerb zu vermeiden. Nach der Übernahme soll Atlantia 50 % und eine Aktie an Abertis halten, 20 % werden von Hochtief erworben, die restlichen knapp 30 % von der ACS. Der Verkauf wurde im Oktober 2018 abgeschlossen.
Im Juli 2018 veräußerte Abertis seine Beteiligung am Telekominfrastrukturbetreiber Cellnex Telecom (29,9 % aller Anteile) an die italienische Holding Edizione Srl, der auch die Benetton Group gehört.
Im Mai 2020 übernahm Abertis 51,26 % der RCO-Gruppe und erhöhte im Juli 2020 ihren Anteil um weitere 1,86 % auf nunmehr 53,12 %. Im November 2020 beteiligte sich Abertis mit 55,20 % am Unternehmen Elizabeth River Crossings, das zwei Tunnel und eine Mautstraße betreibt.

## Besitzverhältnisse
Die Abertis-Gruppe wird zu 98,7 % durch die Abertis Holdco kontrolliert. Diese wiederum gehörte Ende 2020 einem Konsortium mit Atlantia als Mehrheits-Eigentümerin:
| 50 % + 1 Aktie | Atlantia |
| 30 %           | Hochtief |
| 20 % – 1 Aktie | ACS      |

## Geschäftsbereiche

### Autobahnbetreiber
- Acesa
- Aumar
- Iberpistas
- Aucat
- Aulesa
- Avasa
- Autema
- SANEF
- Autopista de Oeste
- Bakwena Platinum Corridor
- Autopistas del Sol
- Autostrada Brescia–Padova (Italien)[7]

### Weitere Geschäftsbereiche
- Hispasat (33,4 %)